# Víctor Fernández
Víctor Fernández Braulio (Zaragoza, 28 november 1960) is een Spaans voetbaltrainer.

## Carrière

### Beginjaren
Als voetballer speelde hij met Stadium Casablanca in de lagere Spaanse afdelingen en met CD Sariñena tot in de Tercera División. Al op zijn zestiende trainde hij jeugdelftallen bij Stadium Casablanca. In 1988 was hij de eerste van zijn jaar in de nationale trainersschool. Vandaar ging hij meteen aan de slag bij Real Zaragoza, als assistent van Radomir Antić.
Hij vervulde twee seizoenen als hulptrainer, waarna hij trainer werd van Deportivo Aragón, een satellietclub van Real Zaragoza. In datzelfde seizoen verving hij Ildo Maneiro als hoofdtrainer. Fernández was toen nog maar dertig jaar.

### Real Zaragoza
Bij Real Zaragoza maakte hij indruk als jongste trainer in La Liga. In 1992 eindigde hij met Real Zaragoza als zesde, waardoor de club zich plaatste voor de UEFA Cup. Het jaar daarop werd het team negende in de competitie en verloor het de finale van de Copa del Rey tegen Real Madrid (2-0). De bevestiging van zijn talent als trainer volgde in het seizoen 1993/94. Na een spectaculaire tweede seizoenshelft veroverde Real Zaragoza, dat bestond uit toppers als Gustavo Poyet, Juan Esnáider en Nayim, de derde plaats in het klassement. Daarnaast won Fernández' team ook de Copa del Rey, na strafschoppen tegen Celta de Vigo.
Door de bekerwinst mocht de Spaanse club deelnemen aan de UEFA Cup Winners' Cup. Fernández loodste zijn team naar de finale, waarin het na verlengingen met 2-1 won van Arsenal. Nayim scoorde net voor het laatste fluitsignaal het beslissende doelpunt. De Spaanse middenvelder verschalkte doelman David Seaman vanaf circa veertig meter met een knappe boogbal.
Na winst van de UEFA Cup Winners' Cup moest Fernández noodgedwongen een volledig nieuw team opbouwen, waardoor Real Zaragoza zakte naar de dertiende plaats in La Liga. Op 7 november 1996 werd hij ontslagen.

### Tenerife en Celta de Vigo
In 1997 ging hij aan de slag als trainer van Tenerife, maar reeds na tien speeldagen werd hij ontslagen. Vervolgens ging hij aan de slag bij Celta de Vigo. Hij kende daar vier regelmatige seizoenen. In 2000 won de club zelfs een eerste en tot op heden enige internationale titel, de inmiddels opgedoekte UEFA Intertoto Cup. Hij verliet de club in 2002 met een vijfde plaats in het klassement en een bekerfinale, waarin verloren werd van zijn ex-club Zaragoza.

### Real Betis en FC Porto
Hierna trainde Fernández twee minder in het oog springende seizoenen bij Real Betis. In 2004 trok hij dan ook voor het eerst naar het buitenland. De Spanjaard belandde in Portugal, waar hij succestrainer José Mourinho opvolgde als trainer van FC Porto. De club had net de UEFA Champions League gewonnen en zag nu sterkhouders als Paulo Ferreira, Ricardo Carvalho en Deco vertrekken. Hierdoor moest Fernández opnieuw sleutelen aan een nieuw elftal. In de zomer verloor hij in de wedstrijd om de UEFA Super Cup met 1-2 van Valencia. In december 2004 veroverde hij met FC Porto wel de wereldbeker voor clubs. Porto versloeg het Colombiaanse Once Caldas na strafschoppen. In de competitie deed FC Porto echter niet mee om de titel. Toen de topclub naar de derde plaats zakte, mocht Fernández vertrekken.

### Terugkeer naar Zaragoza
De Spaanse trainer keerde in juni 2006 terug naar zijn oude liefde Real Zaragoza. Hij moest een belangrijke schakel vormen in het nieuwe voetbalproject van voorzitter Agapito Iglesias. Fernández greep met Real Zaragoza een Europees ticket dankzij een zesde plaats in de competitie. Op 13 januari 2008 werd hij echter ontslagen na een gelijkspel tegen RCD Mallorca, dat de club in het seizoen 2007/08 op de op twee na laatste plaats deed belanden. Hierop liet een geëmotioneerde Fernández weten dat het de laatste keer was dat hij Real Zaragoza had getraind. Als hij zou terugkeren zou het als voorzitter of sportief directeur zijn.

### Terugkeer naar Real Betis
In 2010 volgde een jaar bij Real Betis, dat naar de Segunda División A was gezakt. Na een uitstekende tweede ronde eindigde Betis als vierde, waardoor het opnieuw naar de Primera División promoveerde. Toch hield Fernández het trainerschap even voor gezien en ging hij aan de slag bij de Spaanse televisie, om wedstrijden van analyses en commentaar te voorzien.

### AA Gent
In januari 2013 werd hij aangesteld als nieuwe trainer van AA Gent. Fernández volgde bij de Buffalo's de ontslagen Bob Peeters op, die op zijn beurt de vervanger was van de Noor Trond Sollied. Fernández werd zo de tweede Spaanse trainer in de Jupiler Pro League, na Juan Carlos Garrido van Club Brugge. De trainer werd in Gent verenigd met landgenoten Pau Cendrós López, Melli en César Arzo. Melli werkte bij Real Betis al samen met Fernández.
De Spaanse trainer kreeg de opdracht om AA Gent in de Eerste klasse te houden. Onder zijn leiding namen de Buffalo's afstand van de degradatiezone en zorgde hij ervoor dat de club zeker was van deelname aan play-off II, dat het bovendien won. Op 15 maart 2013 verlengde hij zijn contract tot 2014. Op 30 september 2013 werd Fernández ontslagen na een teleurstellende competitiestart waarbij AA Gent uit negen wedstrijden dertien punten kon halen.

### Deportivo La Coruña
Fernández werd in juni 2014 aangesteld als trainer bij het dan net naar de Primera División gepromoveerde Deportivo La Coruña. Hier werd hij op 8 april 2015 na dertig speelrondes ontslagen. Deportivo stond op dat moment zeventiende van de twintig ploegen op de ranglijst en had diezelfde avond gelijkgespeeld tegen hekkensluiter Córdoba.

### Nog twee periodes bij Zaragoza
Deze twee peirodes was Zaragoza actief in de Segunda División A.
De derde periode van Fernández bij Zaragoza begon op 17 december 2018, wanneer hij de ontslagen Lucas Alcaraz kwam vervangen. Hij nam op 18 augustus 2020 ontslag nadat hij de halve finale van de eindronde verloren had tegen Elche CF.
Op 11 maart 2024 wees Zaragoza, dat op dat ogenblik op een zestiende plaats van de Segunda División A vertoefde,haar tweede coach de deur en werd Julio Velázquez vervangen door Víctor Fernández. Tijdens de maand november 2023 was Julio nog aangesteld om Fran Escribá te vervangen, maar onder de leiding van Julio werd de situatie enkel maar erger aangezien de ploeg afzakte van de twaalfde naar de zestiende plaats. Fernández tekende een contract tot einde juni 2026.

## Erelijst
Real Zaragoza
- Copa del Rey: 1993/94
- UEFA Cup Winners' Cup: 1994/95

 Celta de Vigo
- UEFA Intertoto Cup: 2000

 FC Porto
- Supertaça Cândido de Oliveira: 2004
- Intercontinental Cup: 2004